# Hemichromis guttatus
Hemichromis guttatus es una especie de peces de la familia Cichlidae en el orden de los Perciformes.

## Morfología
Los machos pueden llegar alcanzar los 12 cm de longitud total.

## Distribución geográfica
Se encuentran en África: ríos costeros desde el oeste de la Costa de Marfil hasta el Camerún. También fue introducido en 1970 en Villach (Austria ).